# Rosca

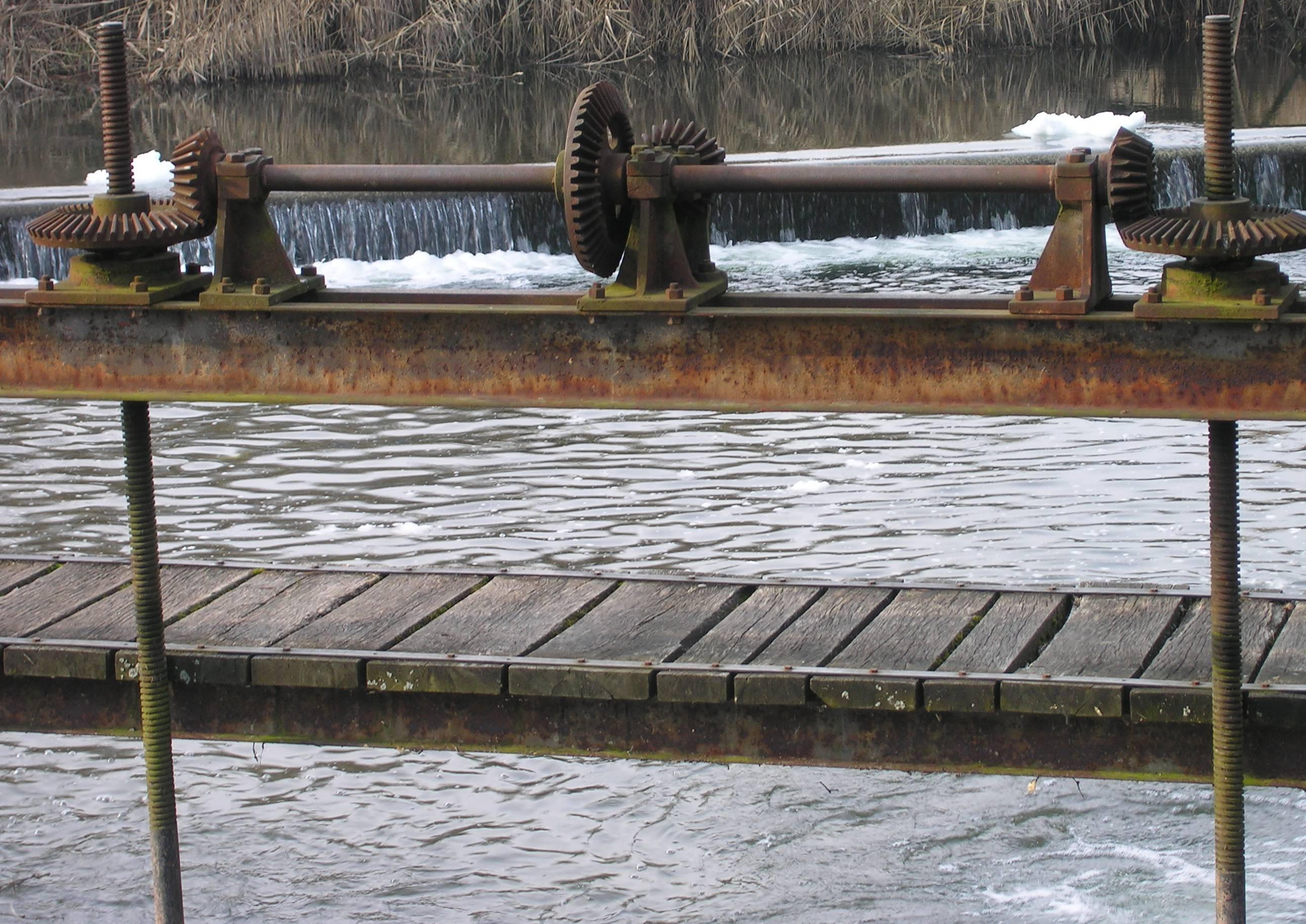
Eixos amb fil de rosca, emprats per convertir un parell en força vertical per pujar la comporta. L'operador fa girar els dos engranatges cònics verticals que tenen forats roscats, pujant o baixant els dos llargs eixos roscats verticals als que se'ls impedeix girar

En un cargol i una femella una rosca és una conformació helicoidal sobre una superfície cilíndrica (o lleugerament cònica) externa o interna que determina unes protuberàncies i uns solcs en forma d'hèlix. La rosca d'un cargol és una màquina simple que pot ser usada en dues aplicacions principals: 
- Unió, per a unir dues peces de manera segura i desmuntable.
- Aplicació de força, desmultiplicació que aprofita el moviment relatiu d'una rosca mascle i una rosca femella que transformen un moviment rotatori en un desplaçament lineal; l'acció inversa és possible en alguns casos, resultant un moviment giratori a partir d'un moviment lineal.

## Tipus
- Rosca de potència. Permet la transmissió de moviment entre parts. El cargol que mou la mandíbula mòbil d'un cargol de banc o el gat d'un cotxe són exemples de moviment entre dues parts.
- Rosca de fixació o muntatge. Sútilitza per a subjectar dues o més peces

## Fil de rosca

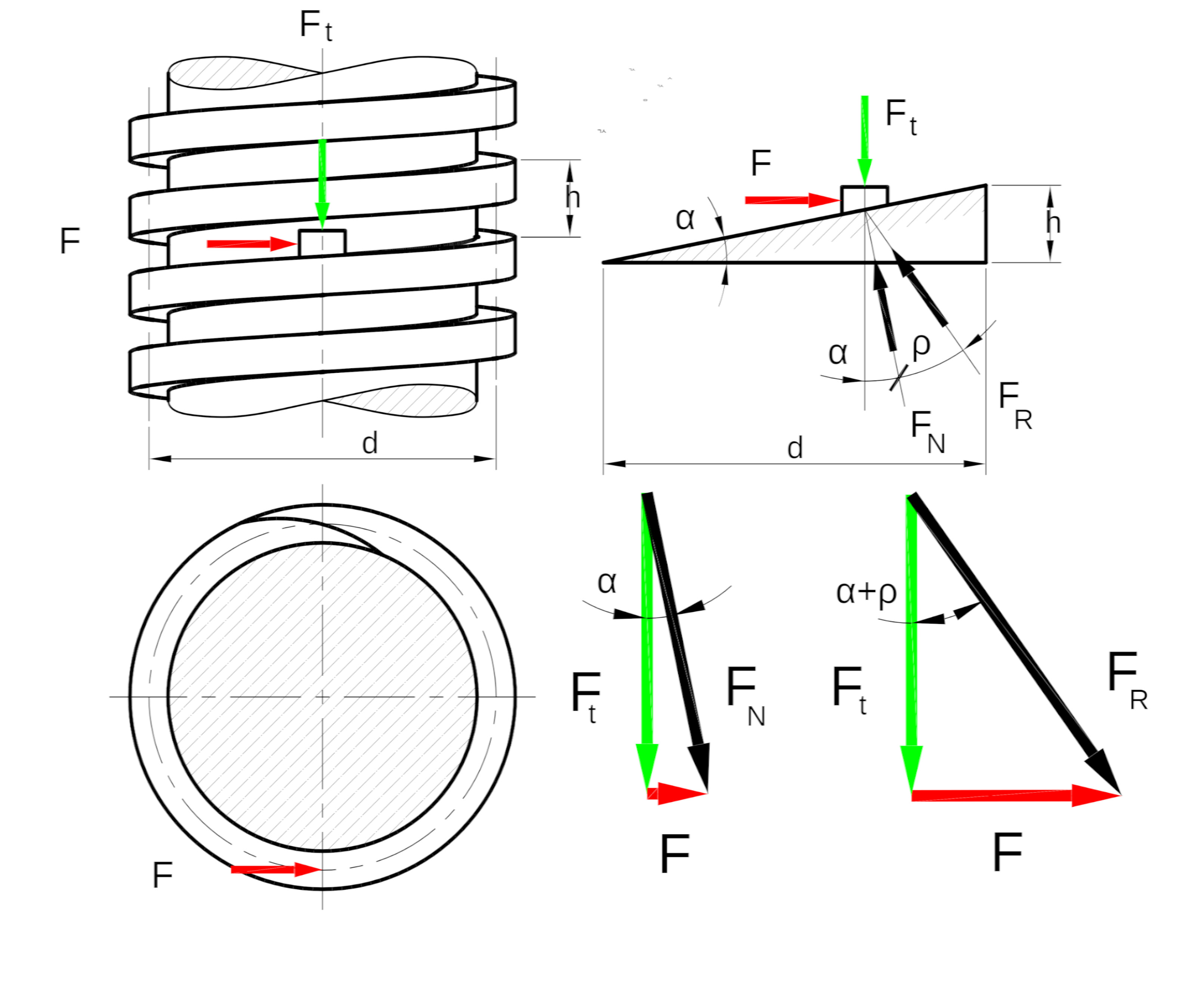
Símil fil de rosca vs. pla inclinat

Els fils de rosca tenen diversos perfils. Aquests perfils, sempre uniformes condicionen la seva aplicació. Entre els fils de rosca estàndards utilitzats en la construcció de màquines, s'utilitza una rosca d'entrada, de secció triangular, amb un angle de 60° entre els flancs en la rosca mètrica (55° en la rosca Whitworth). Alguns altres perfils serveixen pels cargols de moviment. Alguns dels perfils són:
- Triangular: Perns i femelles per unir peces. Ex .: Fixació de les rodes d'un cotxe
- Trapezoidal: Cargols que transmeten un moviment suau i uniforme. Per exemple, eixos de màquines
- Rodó: cargols de gran diàmetre sotmesos a fortes tensions. Ex.: equipament ferroviari
- Quadrat: Cargols molt estressats i xocats. Ex .: premses
- Serrat : Cargols que exerceixen un gran esforç en una direcció. Ex .: preses de trinquet

Segons la inclinació dels fils de rosca en relació amb l'eix del cargol, els fils de rosca encara poden girar cap a la dreta o capa l'esquerra. A la rosca de gir a dretes (dextrorssum), el fil de rosca avança de dreta a esquerra. A la rosca de gir a esquerres (sinistrorssum), el fil de rosca avança d'esquerra a dreta.

## Pas de rosca

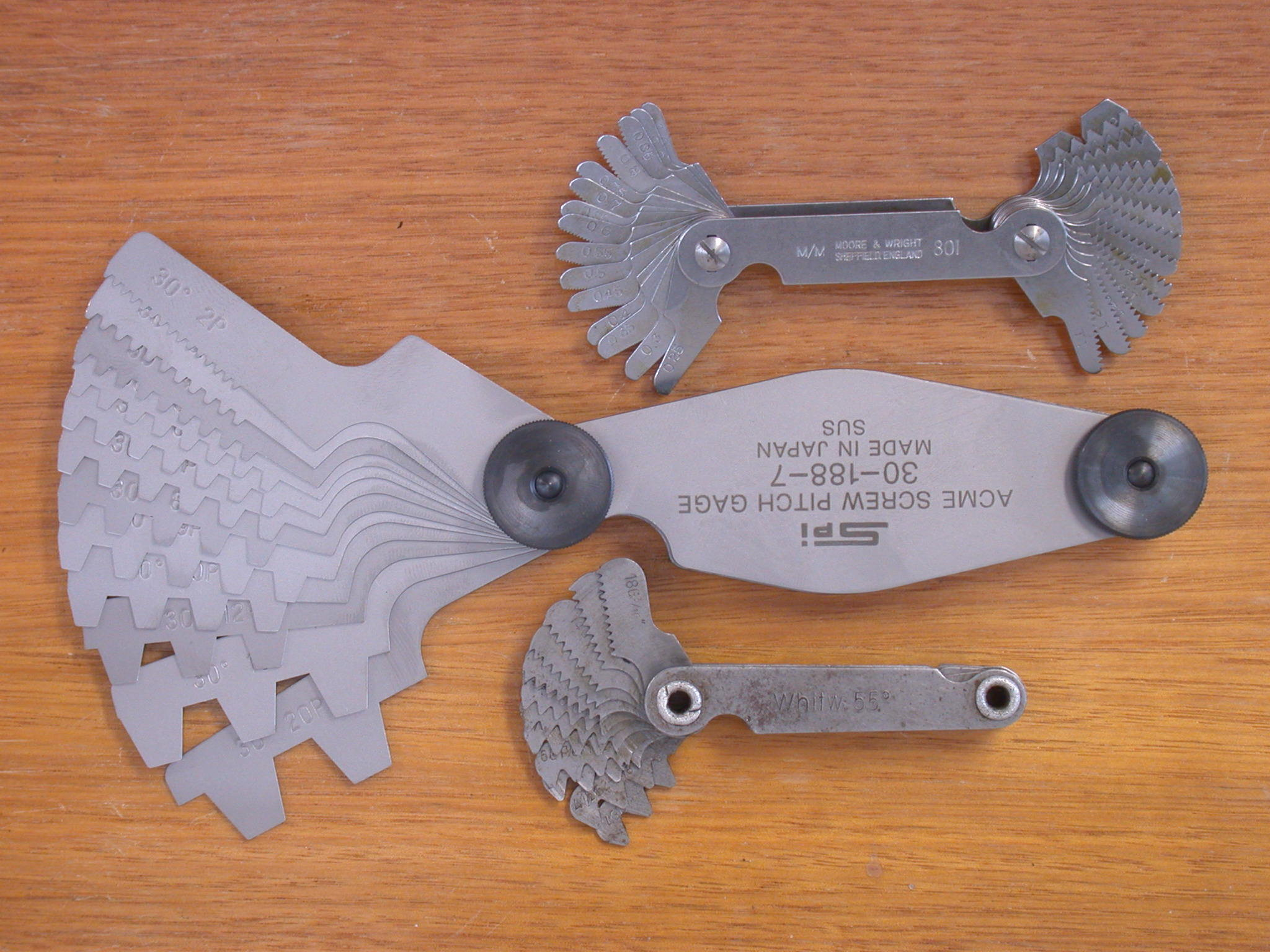
Galgues de pas de rosca

L'avantatge mecànic d'una rosca depèn del seu pas de rosca, que és la distància rectilínia que recorre un punt determinat del fil de rosca en una sola revolució. En la majoria de les aplicacions, el fil de rosca es tria de manera que la fricció sigui suficient per tal d'evitar que el moviment lineal es converteixi en rotatiu, és a dir el contrari del motiu del disseny: que el cargol no rellisqui fins i tot quan s'apliqui una força lineal en el sentit de l'eix, sempre que no hi hagi cap força de rotació externa.
Aquesta característica és essencial per a la gran majoria dels seus usos. La força de serratge aplicada al fil de rosca d'un cargol de fixació, és comparable a la que es fa en forçar una falca contra un espai estret.(una escletxa) mitjançant fregament i una lleugera deformació elàstica.

## Especificacions

Símil fil de rosca vs. pla inclinat

Les rosques es defineixen segons quatre característiques bàsiques:
- Pel material amb el que s'elabora
- Per la seva mida (diàmetre de la rosca). Generalment, el diàmetre nominal és el diàmetre exterior de la part roscada del cargol; només la rosca de canonada Whitworth defineix el seu diàmetre nominal com el diàmetre interior de la part roscada de la canonada (diàmetre de la secció de canonada lliure).
- Pel nombre de fils de cada mil·límetre o polzada .(pas de rosca)
- Pel gruix del fil de rosca o de la ranura (rosca fina o gruixuda).

## Història

Animació que mostra el funcionament d'un cargol d'Arquimedes

Els primers antecedents de la utilització d'una rosca es remunten al cargol d'Arquímedes, desenvolupat pel savi grec als voltants del 300 aC, i s'usava extensament ja en aquella època a la vall del Nil per a l'elevació d'aigua.
El cargol va ser descrit posteriorment pel matemàtic grec Arquites de Tàrent. En el segle i aC, es feien servir cargols de fusta per tota la Mediterrània en dispositius de premses d'oli i vi. Els cargols de ferro, realitzats pels artesans del material, no arribaran a Europa fins al segle XV.
Durant l'Edat Mitjana, i posteriorment, un mètode de turment anomenat "les empulgueres" consistia a col·locar els polzes de la persona per torturar entre dos suports per a picar els dits de l'individu, girant una manivel·la que feia girar una mena de rosca sobre un cargol per a apropar els suports entre si, amb el dit enmig.
Al llarg dels temps s'han desenvolupat molts tipus de rosques. Durant el Renaixement les rosques es comencen a usar com a elements de fixació en rellotges, màquines de guerra i en altres construccions mecàniques diverses. Leonardo da Vinci en aquell temps desenvolupa mètodes per a tallar de rosques. No obstant això, aquestes seguiran fabricant-se a mà i sense cap mena de normalització fins ben entrada la Revolució Industrial. Fins al segle xix els fabricants de maquinària fabricaven les seves pròpies rosques, la qual cosa representava un seriós problema de compatibilitat
Durant el segle xvi van sorgir els cargols de fusta, els quals comencen a aplicar-se en màquines de guerra i altres artefactes mecànics, en aquella època no hi havia ni cargols ni rosques iguals, ja que eren fabricats de forma artesanal i variaven, tant en grandària com en diàmetre de la rosca, així com la seva separació.

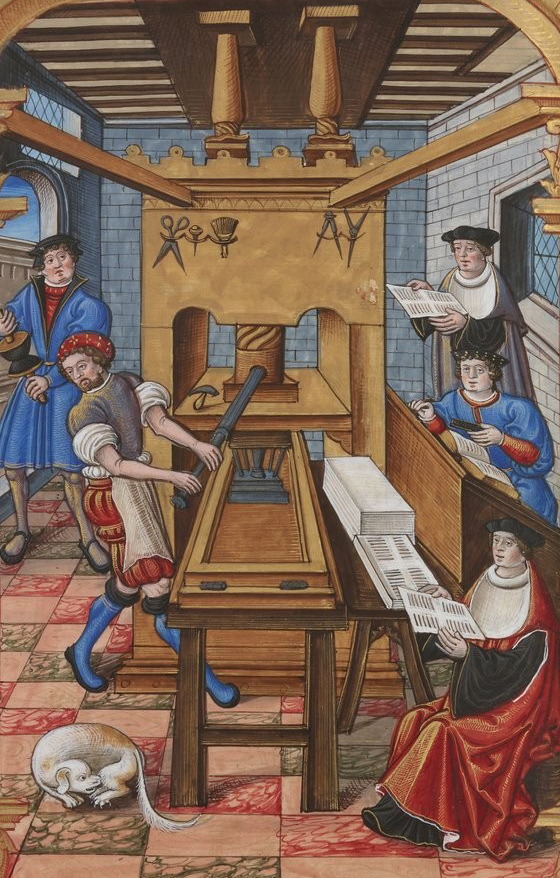
Premsa d'impremta del segle XV

En el 1744, s'inventà la clau de fuster, el precursor del primer vís simple. Els primers visos van aparèixer al voltant de l'any 1770, quan el creador d'instruments anglès Jesse Ramsden (1735-1800) va inventar el primer torn per tallar visos. L'enginyer britànic Henry Maudslay (1771-1831) va patentar un torn el 1797, una màquina semblant a la que va patentar David Wilkinson als Estats Units el 1798. Aquestes màquines van provocar un gran avanç en la producció en massa dels visos.
El desenvolupament del torn (1840-1870) va reduir dràsticament el cost per unitat dels visos, gràcies al tipus de control de la màquina. Tanmateix, no va ser fins a la Revolució industrial quan, amb l'arribada de les màquines es van començar a produir cargols en gran escala, tot i que va continuar el problema amb les mesures de les rosques, que eren totes diferents, al no existir una estandardització en la mètrica de la seva fabricació.
El 1841, l'enginyer anglès Joseph Whitworth va definir la rosca que porta el seu nom, va idear un sistema de rosques que superava les dificultats de compatibilitat. La forma d'aquesta rosca Withworth es basa en una rosca de secció triangular amb un angle isòsceles de 55° i amb cresta i arrels arrodonides. William Sellers va fer el mateix als Estats Units l'any 1864.
El 1846 l'institut Franklin va intentar instaurar un sistema de rosques compatibles a Amèrica del Nord. Aquest sistema va ser ideat per William Sellers i va ser utilitzat al principi pels fabricants de rellotges. La rosca Sellers té una secció triangular de 60°. Aquest sistema va ser útil només fins que van aparèixer l'automòbil, l'aeroplà i altres equips moderns. El 1918 es va autoritzar la Comissió Nord Americana de Rosques de Cargols per llei, que va introduir els estàndards que s'usen actualment als EUA Aquest nou sistema de rosques rep el nom de rosca nord americana unificada en els seus vessants UNC per a pas normal, UNF per al pas fi i UNEF per al pas extrafí. ANSI i diversos comitès nord-americans van unificar les rosques. Les normes de la rosca es van convertir després en l'American National Standard i va ser emprat per la Societat d'Enginyers d'Automoció, conegut com a rosca SAE.
Aquesta situació es perllongà fins al 1946, quan l'organització ISO va definir el sistema de rosca mètrica, adoptat actualment a pràcticament tots els països La rosca mètrica té una secció triangular formant un angle de 60° i una mica truncada per facilitar el greixatge.Als EUA se segueix utilitzant la norma SAE (de la Society of Automotive Engineers).

## Rosca mètrica

Esquema gràfic d'un acoblament de cargol i femella mètrica.

La rosca mètrica està basada en el Sistema Internacional SI i és una de les rosques més utilitzades en l'assemblatge de peces mecàniques. El joc que té en els vèrtexs de l'acoblament entre el cargol i la rosca permet el greixat. El pas de rosca mètric fi, amb una longitud determinada, té més fils que la rosca normal. Permet una millor subjecció, evitant que s'afluixi el cargol en cas de vibració del conjunt.
Les dades constructives d'aquesta rosca són els següents:
- La secció del filet és un triangle equilàter l'angle del qual val 60º
- El fons de la rosca és arrodonit i la cresta de la rosca lleument truncada
- El costat del triangle és igual al pas
- L'angle que forma el filet és de 60º
- Pas és la distància entre dos punts homòlegs. Exemple: entre les crestes contigües.
- El seu diàmetre exterior i l'avanç es mesuren en mil·límetres, sent l'avanç la longitud que avança en direcció axial el cargol en una volta completa.
- S'expressa de la següent forma: exemple: M24 x 2 x 60. La M significa rosca mètrica, 24 significa el valor del diàmetre exterior en mm, 2 significa el pas en mm i 60 significa la longitud de la rosca en mm.

## Rosca Whitworth

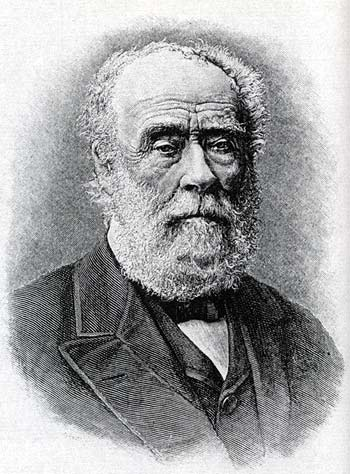
Joseph Whitworth

La primera persona que va crear un tipus de rosca normalitzada, aproximadament sobre 1841 va ser l'enginyer mecànic anglès Sir Joseph Whitworth
El sistema de rosques Whitworth encara s'utilitza, per a reparar la vella maquinària i té un filet de rosca més gruixut que el filet de rosca mètric.
El sistema Whitworth va ser un estàndard britànic, abreviat a BSW (BS 84:1956) i el filete de rosca fi estàndard britànic (BSF) va ser introduït en 1908 perquè el fil de rosca de Whitworth resultava gruixut per a alguns usos.
L'angle del fil de rosca és de 55° en comptes dels 60º que té la rosca mètrica la profunditat i el grossor del filet de rosca variava amb el diàmetre del cargol (és a dir, com més gruixut és el pern, més gruixut és el filet de rosca).
En aquest sistema de rosques el pas es considera com el nombre de filetes que hi ha per polzada, i el diàmetre s'expressa en fraccions de polzada. (Exemple 1/4", 5/16")

## Rosca BSP
Article principal: Rosca BSP
La rosca BSP és un estàndard molt utilitzat en lampisteria, hidràulica i pneumàtica, es designa per motius històrics amb l'acrònim BSP (British Standard Pipe). N'hi ha de dos tipus, segons sigui auto-segellant o no.

### ISO 7 (Rosca auto-segellant)
La norma ISO 7: rosques de canonada amb fils de rosca rosca auto-segellants consta de les parts següents:
- ISO 7-1: 1994 Dimensions, toleràncies i designació
- ISO 7-2: 2000 Verificació mitjançant indicadors de límit

### ISO 228 (Rosca no auto-segellant)
La norma ISO 228: rosques de canonada amb fils de rosca rosca auto-segellants consta de les parts següents:
- ISO 228-1: 2000 Dimensions, toleràncies i designació
- ISO 228-2: 1987 Verificació mitjançant indicadors de límit

## Rosca estàndard nord-americana SAE UNF

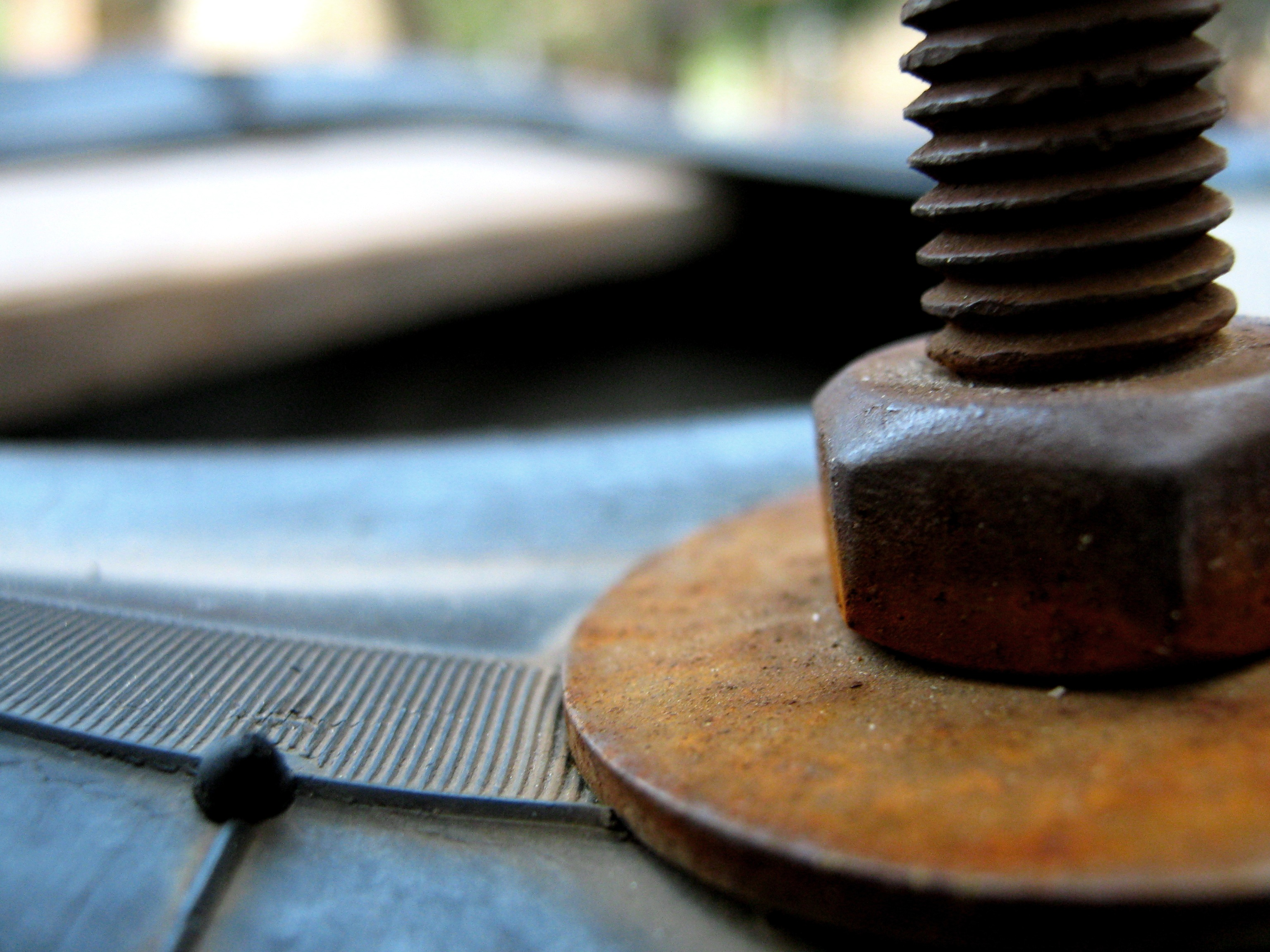
Cargol amb mostres d'òxid

Els Estats Units tenen el seu propi sistema de rosques, generalment cridat l'estàndard unificat del fil de rosca UNF, que també s'utilitza extensivament al Canadà i en la majoria dels altres països al voltant del món.
Almenys 85% dels cargol del món es dimensionen a les dimensions unificades del fil de rosca, i la selecció més gran de les grandàries i dels materials de cargols és regulat per aquest tipus estàndard (font: Revisió de cargol del món, premsa industrial, 2006).
Una versió d'aquest estàndard, anomenada SAE, va ser utilitzada en la indústria d'automòbil nord-americana. El SAE encara és associat a les dimensions en polzades, tot i que la indústria automotriu dels EUA (i altres indústries pesants que usen el sistema SAE) han convertit gradualment als cargols mètrics ISO, a partir dels anys 70 cap avant, perquè la producció de peces i la comercialització de producte globals afavoreixen l'estandardització internacional.
No obstant això, tots els automòbils venuts al voltant del món contenen els cargols mètrics (els muntatges de motor) i imperials (per exemple, les rosques de l'estiró, els sensors de l'oxigen, les peces elèctriques internes dels assemblatges, els cargols del cos, dels llums, del maneig, del fre i de la suspensió).
Els cargols de màquina es descriuen com 0-80, 2-56, 3-48, 4-40, 5-40, 6-32, 8-32, 10-32, 10-24, etc. fins a la grandària 16. El primer nombre es pot traduir a un diàmetre, el segon és el nombre de fils de rosca per polzada. Hi ha un fil de rosca gruixut i un fil de rosca fi per a cada grandària, el fil de rosca fi que és preferit en materials fins o quan es desitja la seva força lleument major.
Les grandàries 1/4" diàmetre i més gran s'assenyalen com 1/4" - 20, 1/4" - 28, etc. el primer nombre que dona el diàmetre en polzades i el segon nombre que indica la quantitat de fils de rosca per polzada. La majoria de les grandàries del fil de rosca són disponibles en UNC o UC (fil de rosca gruixut unificat, l'exemple 1/4 " - 20) o UNF (exemple 1/4 " - 28 UNF o UNEF).

### Rosca UNC
El pas de rosca gruixut es recomana per a ús general d' enginyeria. A la taula de dimensions amb (*) indicar "unificat" i "estàndard americà" els fils de rosca es representen per UNC. Les altres només representen l'estàndard americà i representades per NC. Exemple: Designació d'un rosca interior de diàmetre nominal de ¼ ”, 20 fils per polzada,“ unificat ”i qualitat 2.

### Rosca UNF
El pas de rosca fi, recomanat per a ús general en automòbils, avions i altres aplicacions on el gruix de paret requereixi un pas de rosca fi. A la taula de dimensions amb (*) indica "unificat" i "estàndard americà" els fils de rosca es representen per UNF. Les altres només representen el "American Standard" representades per NF. Exemple: Designació d'un rosca extern de 5/16 ”de diàmetre nominal, 24 fils per polzada, un rosca UNF de qualitat fina .

## Nomenclatura
Les rosques poden ser exteriors o mascles o bé interiors o femelles, les magnituds han de coincidir perquè es puguin enroscar.

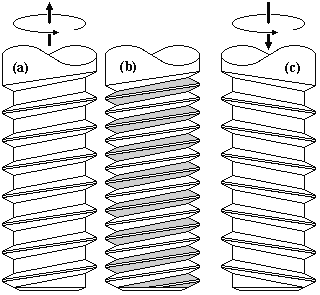
Rosca a dretes (a-b) i a esquerres (c)

| \| \| Rosca Exterior o Mascle \| Rosca Interior o Femella \| \| - \| ----------------------- \| ------------------------ \| \| 1 \| Fons o Base \| Cresta o Vèrtex \| \| 2 \| Cresta o Vèrtex \| Fons o Base \| \| 3 \| Costat \| Costat \| \| 4 \| Diàmetre del nucli \| Diàmetre del nucli \| \| 5 \| Diàmetre exterior \| Diàmetre interior \| \| 6 \| Profunditat de la rosca \| Profunditat de la rosca \| \| 7 \| Pas \| Pas \| | Parts del cargol        |                          |
| | Rosca Exterior o Mascle | Rosca Interior o Femella |
| 1 | Fons o Base             | Cresta o Vèrtex          |
| 2 | Cresta o Vèrtex         | Fons o Base              |
| 3 | Costat                  | Costat                   |
| 4 | Diàmetre del nucli      | Diàmetre del nucli       |
| 5 | Diàmetre exterior       | Diàmetre interior        |
| 6 | Profunditat de la rosca | Profunditat de la rosca  |
| 7 | Pas                     | Pas                      |

### Sentit de la rosca
En funció del moviment relatiu entre el cargol i la femella, existeixen cargols (i rosques) a dretes que són els que en girar-los en el sentit contrari al de les agulles del rellotge surten de la rosca i es desenrosquen (a), i a esquerres, que són els que en girar el cargol en el sentit contrari al de les agulles del rellotge, entra a la rosca enroscant-se (c). Normalment es fan anar rosques a dretes.
ROSQUES NORMALITZADES. TIPUS I DESIGNACIÓ
- Rosca triangular.
  - Mètrica: M Ø (diàmetre exterior de la rosca Ø en mil·límetres).
  - Mètrica fina: M Øxp (pas p en mm).
  - Whitworth: Ø" (diàmetre exterior de la rosca Ø en polzades).
  - Whitworth fina: W Øxp (pas p en polzades).
  - Whitworth de tub: R Ø" (diàmetre nominal del tub Ø en polzades).
- Rosca trapezoïdal: Tr Øxp (diàmetre exterior de la rosca Ø i pas p en mm).
- Rosca rodona: Rd Øxp (diàmetre exterior de la rosca Ø i pas p en polzades).

### Usos
Les rosques triangulars s'usen en cargols de fixació; si es talla la punta es faciliten les operacions de desmuntatge, però per contra disminueix l'estanquitat de la unió. Els roscats fins (amb pas menor del normal) s'usen quan la longitud de la unió cargolada és petita, per exemple en unions de parets primes de tubs; també es poden utilitzar quan es vol evitar l'afluixament de la unió, ja que el major nombre de filets de contacte entre el cargol i la rosca incrementa el fregament.
Per a l'enroscat de tubs s'utilitza la rosca BSP o rosca gas derivada del sistema Witworth, caracteritzats per una elevada estanquitat (el filet no està tallat) i una relació profunditat/diàmetre petita per a no debilitar la paret del tub.
Per als cargols de transmissió s'usen rosques trapezoidals simètriques o en forma de dent de serra en aquells casos en els que la força aplicada tingui un sol sentit.
Les rosques rodones, malgrat les seves bones qualitats mecàniques s'usen poc degut a la seva dificultat de fabricació, i per tant, elevat preu. S'usen en aplicacions en els que la unió ha de suportar impactes.